# Etrusker
Die Etrusker (lateinisch Etrusci, Tusci „Tusker“; Eigenbezeichnung möglicherweise Rasenna) waren ein antikes Volk in Etrurien, das im nördlichen Mittelitalien im Raum der heutigen Regionen Toskana, Umbrien und Latium lebte. Die etruskische Kultur ist in diesem Gebiet zwischen 800 v. Chr. und der zweiten Hälfte des 1. Jahrhunderts v. Chr. nachweisbar. Nach der Eroberung durch die Römer (300 bis 90 v. Chr.) gingen die Etrusker weitgehend in der Kultur des Römischen Reichs auf. Doch berichtet noch Prokop im 6. Jahrhundert n. Chr. von Etruskern unter seinen Zeitgenossen. Mit der Erforschung der etruskischen Geschichte, Sprache und Kultur beschäftigt sich die Etruskologie.

## Bezeichnungen
Erwähnungen der Volksbezeichnung „Etrusker“ finden sich am häufigsten in den zwei Hauptsprachen der antiken Geschichtsschreibung, dem Lateinischen und dem Altgriechischen. Im Lateinischen existieren die beiden Varianten Etrusci („Etrusker“) und Tusci („Tusker“). Im Griechischen finden sich die Varianten Τυρσηνοί Tyrsenoi („Tyrsener“) und Τυρρηνοί Tyrrhenoi („Tyrrhener“).
Der griechische Geschichtsschreiber Dionysios von Halikarnassos überliefert in seinem Werk über die römische Frühgeschichte die Information, dass sich die Etrusker selbst als Rasenna bezeichneten. Allerdings existiert in der modernen Forschung auch die Vermutung, dass Dionysios die Bedeutung dieses Begriffs missverstanden habe und es sich in Wirklichkeit um ein etruskisches Wort für „Volk“ oder „Staatsgemeinschaft“ handele, ähnlich den lateinischen Begriffen populus oder res publica.
Statt der heutigen deutschen Standardbezeichnung „Etrusker“ findet sich in älterer Literatur teilweise auch die veraltete Form Etrurier.

## Die Villanovakultur

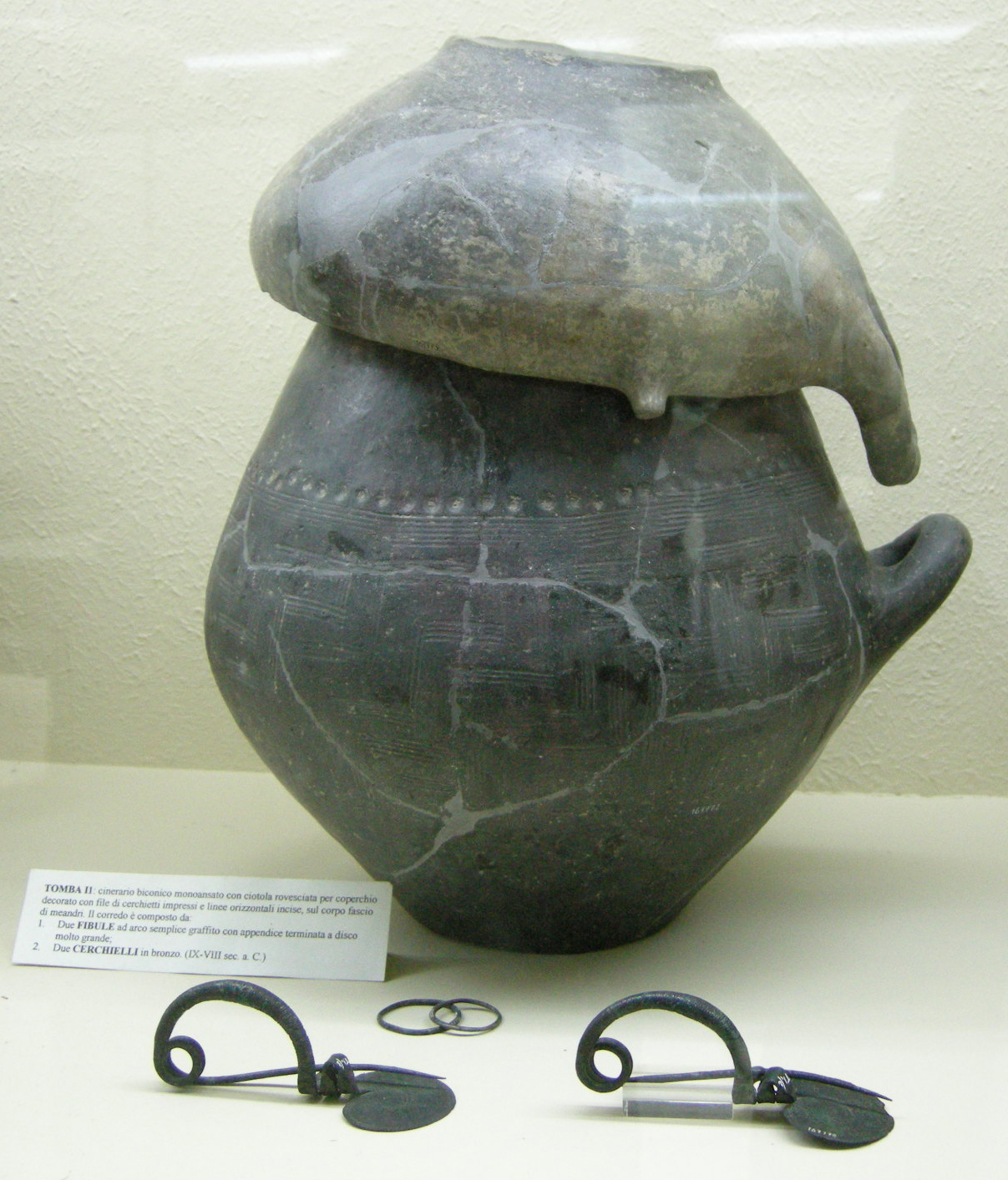
Urne und Fibeln der Villanovakultur (Museo Etrusco Guarnacci, Volterra)

Seit etwa 1000 v. Chr. blühte im Raum um Bologna die eisenzeitliche Villanovakultur, die vor allem durch ihre Friedhöfe bekannt ist. Die Menschen, die ihr angehörten, verbrannten ihre Toten und bestatteten die Asche in hohen Urnen, die oftmals einen helmartigen Deckel hatten. Die Urnen waren mit geometrischen Motiven dekoriert, daneben gab es Hausurnen, die Wohnbauten kopierten. Typische Grabbeigaben waren Fibeln und Waffen. Im Laufe der Zeit griff diese Kultur auch in den Raum der Toskana über. Zu beobachten sind starke Veränderungen ab etwa 750 v. Chr.: Es gab immer mehr Nekropolen, was auf Bevölkerungswachstum schließen lässt. In den Gräbern dieser Zeit finden sich vermehrt Importe, vor allem auch aus Griechenland; außerdem wurden die Gräber zunehmend reicher ausgestattet, was auf wachsenden Wohlstand hindeutet. Eine weitere bemerkenswerte Veränderung war die Einführung der Körperbestattung, die die Urnen verdrängte. Mit diesen Veränderungen ist das Aufblühen der Kultur der Etrusker zu verbinden, wobei ihre Herkunft in der Forschung heftig diskutiert wird.

## Theorien über die Herkunft

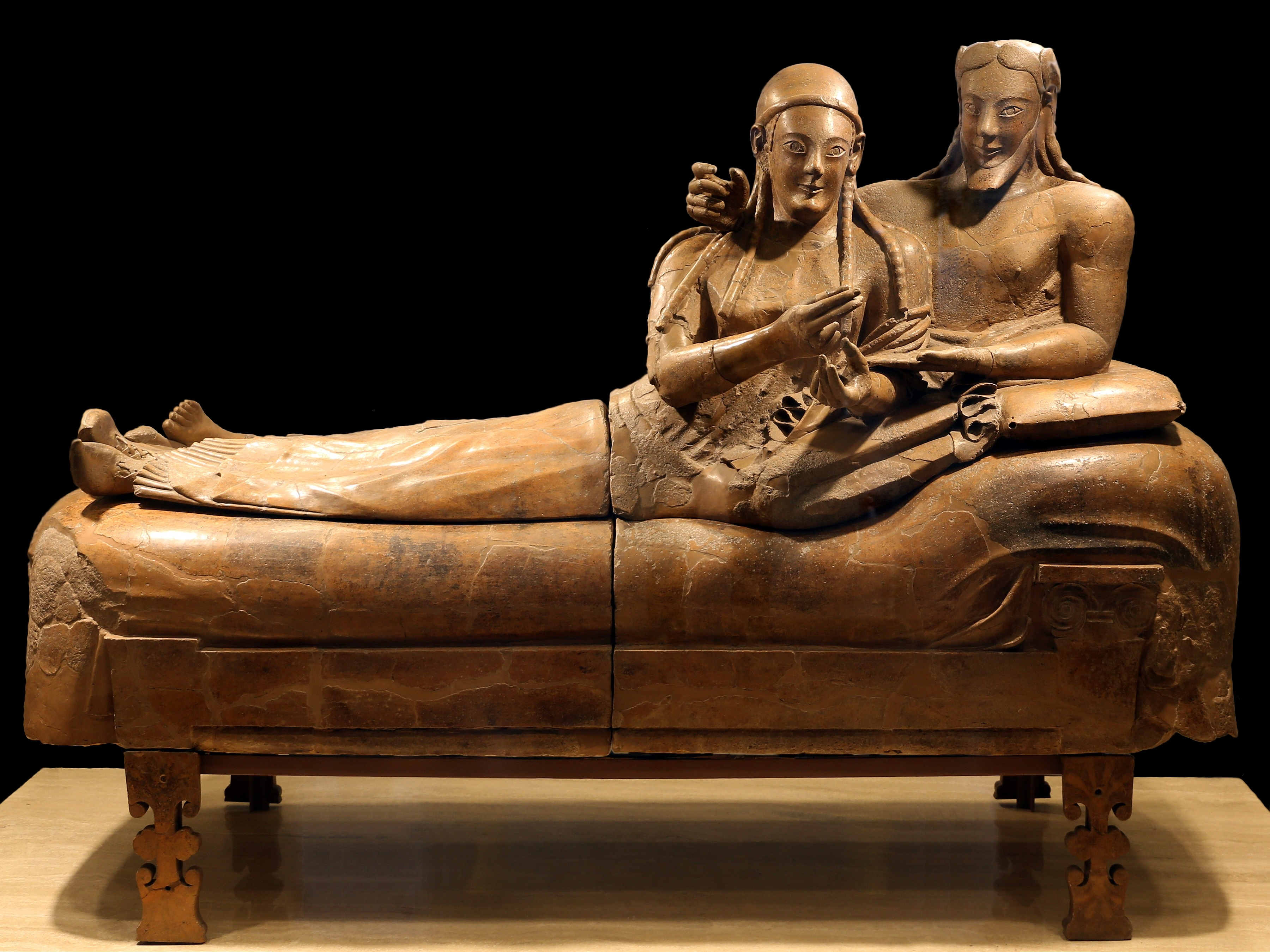
Ehegatten-Sarkophag, Banditaccia-Nekropole, Cerveteri, spätes 6. Jh. v. Chr. (heute im Museo Nazionale Etrusco di Villa Giulia Rom)

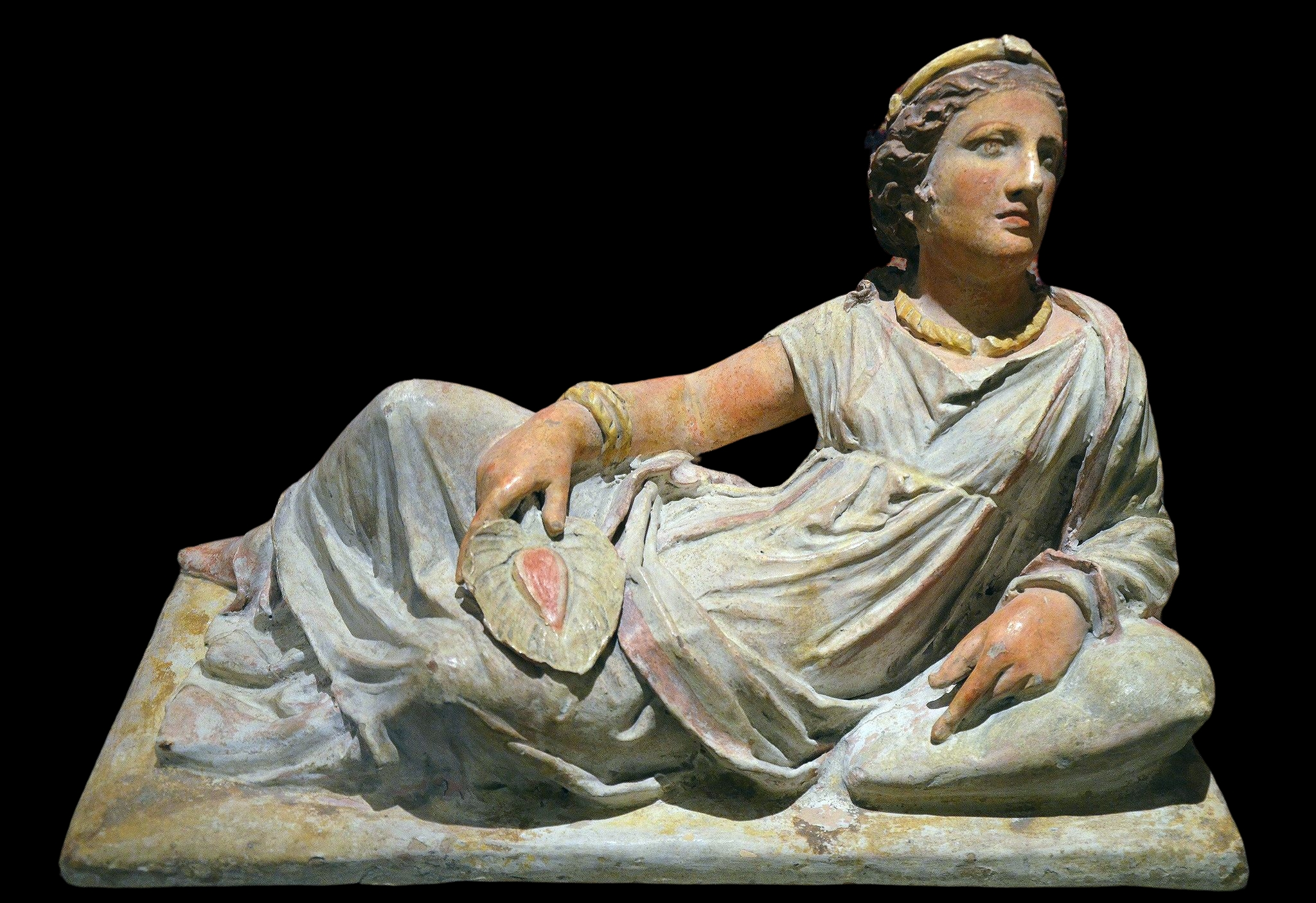
Etruskerin, Terrakottafigur aus Chiusi, 150–120 v. Chr., Badisches Landesmuseum

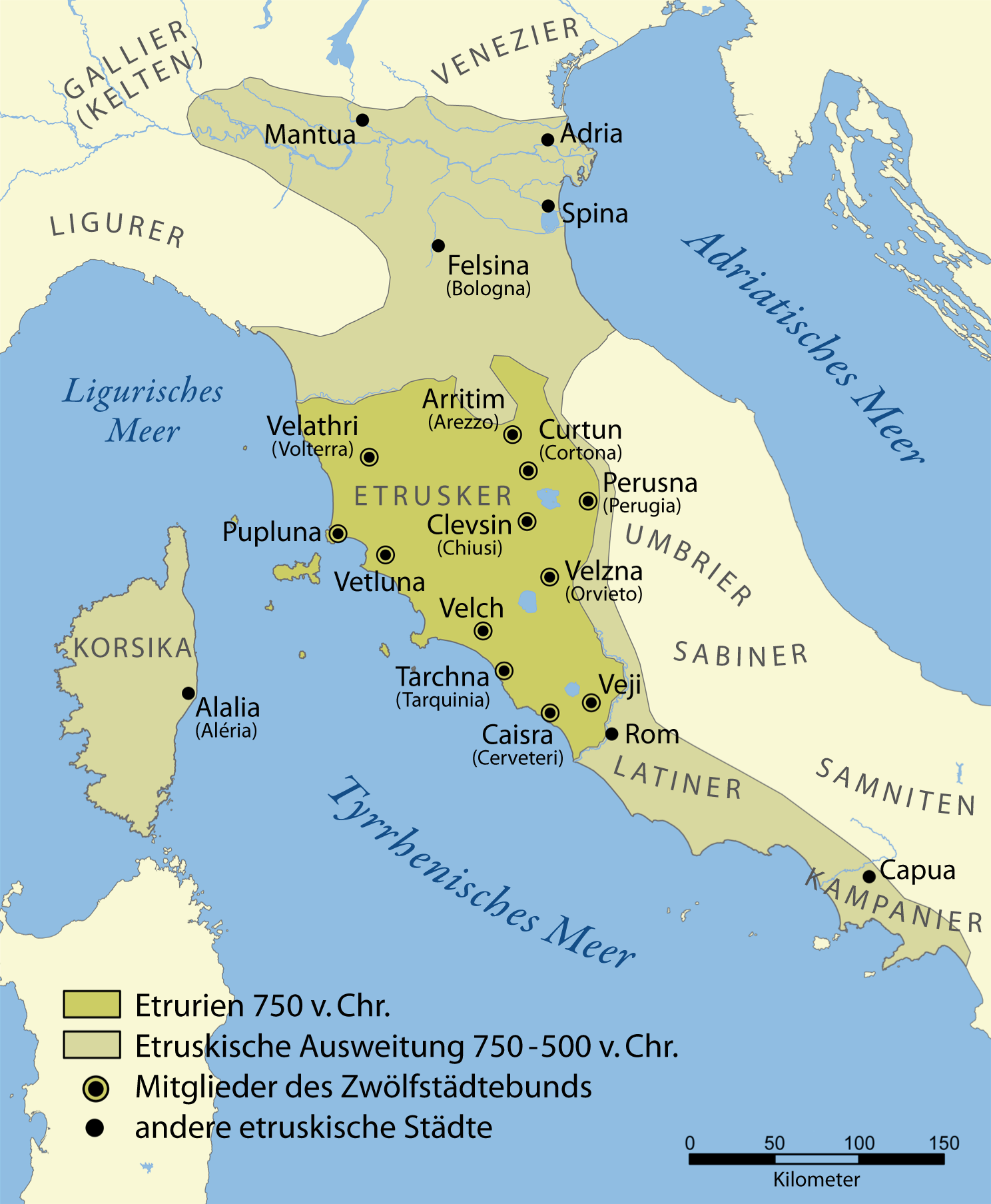
Herrschaftsgebiet der Etrusker

Die etruskische Kultur hat sich wohl erst auf dem Boden Etruriens entwickelt. Jedoch ist unklar, ob die Bevölkerungsmehrheit erst unmittelbar vor Entstehen dieser Kultur eingewandert ist. Ebenso wenig konnte sicher geklärt werden, woher die etruskische Sprache stammt. Schon im Altertum wurden zu diesen Fragen zwei Hypothesen vertreten.

### Einwanderungstheorie
Laut der durch vielfältige Gen-Analysen belegten Einwanderungstheorie kamen die Etrusker vom kleinasiatischen Lydien (Herodot) um 1000 v. Chr. in die heutige Toskana. Als Indiz dafür galt die Verwandtschaft des Etruskischen mit einer auf Lemnos gefundenen, dem Frühetruskischen nahestehenden Inschrift in lemnischer Sprache sowie Parallelen zum Lydischen. Auch die künstlerische Entwicklung im frühen ersten Jahrtausend im orientalisierenden Stil zeigt erstaunliche Parallelen zum lydischen Raum. Eine Studie des Erbguts toskanischer Rinder zeigte, dass sie einst aus Kleinasien eingeführt wurden.
Auch Genforschungen der Universität Turin legten eine Herkunft aus dem antiken Lydien nahe (Alberto Piazza u. a., 2007). Nach Guido Barbujani sollen Erbgut-Vergleiche ergeben haben, dass ein Drittel der mitochondrialen Allele denen der anatolischen Bevölkerung entspreche und nicht der italischen. Zudem bestehe ein homogenes Gen-Kontinuum in der geografischen Verteilung und im Zeitverlauf vom 7. zum 2. Jahrhundert v. Chr. Dieses sei einheitlicher als das der heutigen italienischen oder europäischen Bevölkerung, so dass es zumindest in der sozialen Oberschicht kaum zu Vermischungen kam.

### Autochthone Theorie
Die autochthone Theorie sieht die etruskische Kultur in Mittelitalien als Nachfolger der Villanovakultur. Die etruskische Sprache wäre als vorindogermanische Sprache durch die recht späte Einwanderung indogermanischer Italiker auf die Apenninhalbinsel isoliert worden. Die kulturelle Blüte der Etrusker sei Folge der Einbindung der Toskana in den Handel im Mittelmeerraum durch Phönizier und Griechen im frühen 8. Jahrhundert v. Chr. Der Abbau reicher Erzvorkommen ermöglichte einen wirtschaftlichen Aufschwung. Die Theorie wird durch den nahtlosen Übergang der Villanovakultur in die etruskische Kultur vor allem im Norden, zum Beispiel in Felsina (heute Bologna), unterstützt. Um die Zeitenwende vertrat Dionysios von Halikarnassos jene Theorie.
Eine populationsgenetische Studie (Posth et al. 2021) analysierte alte DNA versteinerter Knochen und Zähne von 82 Individuen aus zwölf archäologischen Stätten im Gebiet der Etrusker über einen Zeitraum von 800 v. Chr. bis 1000 n. Chr. Von den 48 Individuen der etruskischen Zeit über acht Jahrhunderte konnten dabei 40 einem gemeinsamen genetischen Cluster zugeordnet werden, das deutliche Übereinstimmungen mit dem Erbgut heutiger Spanier aufweist. Die Forscher folgern daraus, dass der etruskische Genpool nicht durch Bevölkerungsbewegungen aus dem Nahen Osten entstanden zu sein scheint. Die Etrusker besäßen eher ein lokales genetisches Profil, das sie mit anderen benachbarten Populationen wie den Latinern aus Rom und Umgebung teilen; zum besseren Verständnis seien weitere Untersuchungen alter DNA aus ganz Italien nötig.

### Synthese
Die heutige Etruskologie geht von einer altmediterranen Volksschicht aus, die bis um 1000 v. Chr. eine sesshafte Bauernkultur entwickelte und in die Fremde vom Osten (phönizische Seefahrer) sowie indogermanische Italiker eindrangen. Dadurch entstand die Villanovakultur. Hinzu kam eine sehr dünne Schicht von Einwanderern aus Kleinasien (Tyrrhener). Aus der Vermischung mit der lokalen Bevölkerung entwickelte sich die etruskische Kultur.

## Geschichte

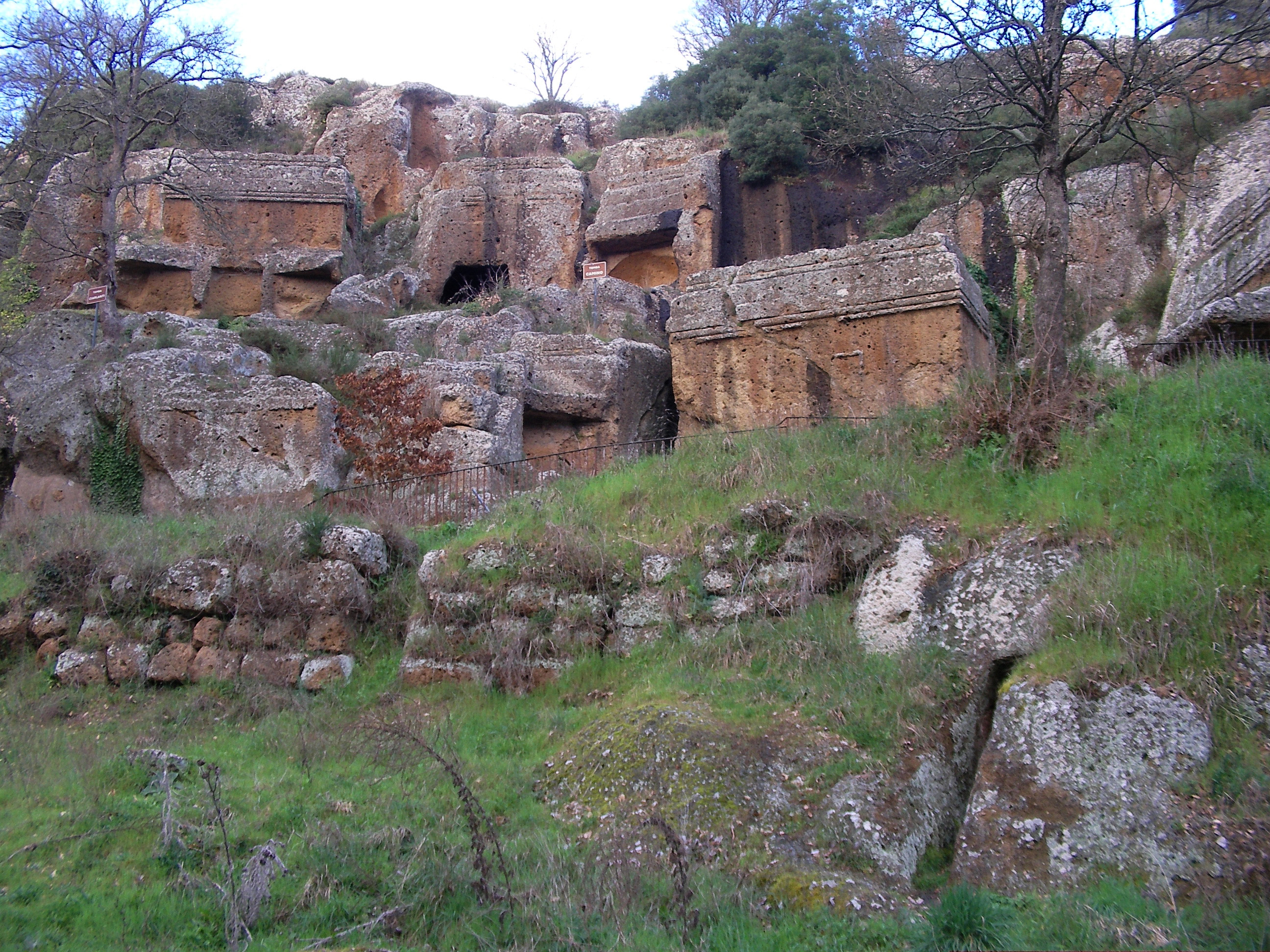
Etruskische Nekropole in Norchia

### Überblick
Die ersten Grabfunde stammen aus dem 9. Jahrhundert v. Chr. Es sind steinerne Urnenbehälter in Pozzo-Gräbern (kleinen Erdeintiefungen), die belegen, dass die Protoetrusker ursprünglich die Feuerbestattung pflegten. Ab dem 8. Jahrhundert entstand das sogenannte Fossagrab, eine Mulde, in die der intakte Körper gelegt und die mit einer Platte verschlossen wurde. Um 750 v. Chr. entwickelte sich die etruskische Seeherrschaft über das Tyrrhenische Meer. Dabei ging die Entwicklung vor allem von den Städten im südlichen Etrurien aus. Um 600 v. Chr. standen die Etrusker auf der Höhe ihrer Macht. Sie beherrschten zusammen mit den verbündeten Karthagern das westliche Mittelmeer und expandierten sowohl nach Süden bis in die Gegend des heutigen Kampanien (Salerno) wie nach Norden in die Po-Ebene (Bologna).
Die Städte waren in einem losen Städtebund (Zwölfstädtebund) zusammengeschlossen, der vor allem religiösen, weniger politischen Charakter hatte. Religiöses Zentrum war das bei Orvieto oder Bolsena gelegene Fanum Voltumnae. Einen etruskischen Zentralstaat gab es nicht. Zwischen den Etruskern und der latialen Kultur im Süden bestand ein intensives Verhältnis, das sich durch große Mengen an Prestigegütern aus Südetrurien in Latium zeigte und besonders durch die Könige Roms, die einem etruskischen Geschlecht entsprangen. Auch in der Architektur gab es wechselseitige Beeinflussung. Von einer etruskischen Herrschaft über Latium ist keinesfalls zu sprechen. Die Herrschaftsform in den Städten war monarchisch. In lateinischer Umschrift bezeichnete lucumo den etruskischen König einer Stadt. Ansonsten ist nur wenig über die inneren Verhältnisse bekannt, auch wenn viele etruskische Elemente von den Römern übernommen wurden. Dazu zählen unter anderem die Purpurtunika und der Purpurmantel, die Rutenbündel mit Beil (fasces) und die Vorzeichenschau (Auspizien, vor allem durch Deutung des Vogelflugs). Wahrscheinlich lebte der Großteil der Bevölkerung in einem starken Abhängigkeitsverhältnis zum Adel. Außergewöhnlich war die Stellung der Frau, der ein recht hohes Maß an Prestige zukam. + Ref
In Küstennähe und im Süden Etruriens waren die wichtigsten Zentren der etruskischen Kultur: Pupluna (Populonia) mit der Verhüttung des Eisenerzes der Insel Elba, Tarquinia mit der Bronzeverarbeitung, Caere (Cerveteri), das die Kupfer-, Eisen- und Bleigruben der Tolfaberge ausnutzte, Vulci und schließlich Veji im südlichen Landesinneren. Im Norden und im Landesinneren entwickelten sich Cortona, Arezzo, Perugia, Chiusi und Volterra zu wichtigen Zentren. Dabei waren hier vor allem die Metallverarbeitung, die Keramikproduktion und wohl auch die Produktion landwirtschaftlicher Erzeugnisse vorherrschend. In kultureller Hinsicht gab es trotz verschiedener militärischer Konflikte auch einen fruchtbaren Austausch mit der griechischen Welt. So war die etruskische Kunst von der griechischen beeinflusst.
Seit dem 7. Jahrhundert v. Chr. gab es Bestrebungen seitens der Etrusker, sich nach Norden und Süden auszubreiten. Im Norden überquerten sie seit dem Ende des 7. Jahrhunderts den Apennin und gründeten in der Po-Ebene eigene Städte. Vor allem zwischen den Jahren 550 bis 520 v. Chr. begann eine starke Etruskisierung. Die vorher auch hier verbreitete Villanovakultur verschwand fast völlig. Wegen des Fehlens direkter schriftlicher Quellen sind die Vorgänge im Einzelnen jedoch unsicher. Zunächst kam es vermehrt zu Importen aus Griechenland, was auf die Errichtung eines Handelsnetzes deutet. Man hat auch etruskische Inschriften aus der Zeit um 500 v. Chr. gefunden.
Karthago und die Etrusker bezwangen um 535 v. Chr. in der Seeschlacht vor Alalia in einer gemeinsamen Aktion griechische Siedler aus Phokaia und konnten damit die phokaische Kolonie Massilia (das heutige Marseille) durch eine Blockade der Meerenge zwischen Korsika und Elba von ihrer Verbindung zur phokaischen Kolonie Elea abschneiden. Wohl nicht im Jahre 510 v. Chr. (wie die Sage berichtet), sondern erst einige Zeit später begann mit der Vertreibung der Tarquinier aus Rom der langsame, aber stetige Niedergang der Etrusker. Die Niederlage gegen eine griechische Flotte in der Schlacht von Kyme im Jahr 474 v. Chr. schwächte die Seeherrschaft Etruriens nachhaltig. In Kampanien brach einige Zeit später die etruskische Herrschaft infolge von Kriegszügen der Samniten zusammen. Um 396 v. Chr. wurde Veji von Rom erobert und zerstört. Wenig später überrannten die Gallier das etruskische Gebiet im Norden; wenngleich sie es nicht dauerhaft besetzten, trug dies zusätzlich zur Schwächung der Etrusker bei. Bis 265 v. Chr. wurde das südliche Etrurien Zug um Zug von Rom erobert. Die Städte im Norden (Arezzo, Volterra, Perugia, Cortona) schlossen Bündnisverträge mit Rom ab und erreichten damit eine weniger dramatisch verlaufende Assimilation ins Römische Reich. Mit der Gewährung der uneingeschränkten römischen Bürgerrechte wurde sie im Jahr 90 v. Chr. auch formal abgeschlossen.
Die kulturellen Besonderheiten der Etrusker verloren sich in den folgenden Jahrzehnten und Jahrhunderten langsam, auch wenn die Städte Etruriens bis in die Römische Kaiserzeit einige Besonderheiten im kultisch-religiösen Bereich pflegten. Versinnbildlicht wird das Aufgehen der etruskischen Kultur im Römischen Reich etwa durch die Person des Gaius Maecenas, der aus einer altadligen etruskischen Familie stammte und ein Vertrauter des ersten römischen Kaisers Augustus war. Noch in der Mitte des 3. nachchristlichen Jahrhunderts wurde auf Münzen der Ehefrau des römischen Kaisers Decius (regierte von 249 bis 251) mit der Nennung der Namen der Kaiserin Herennia Cupressenia Etruscilla und des gemeinsamen Sohnes Herennius Etruscus auf die Abstammung aus einer alten etruskischen Familie Bezug genommen.
Einer der letzten römischen Kenner etruskischer Kultur und Sprache war Kaiser Claudius, der vor seinem Regierungsantritt eine 20 Bücher umfassende Geschichte der Etrusker verfasste; allerdings ist dieses Werk nicht überliefert.

### Zeittafel

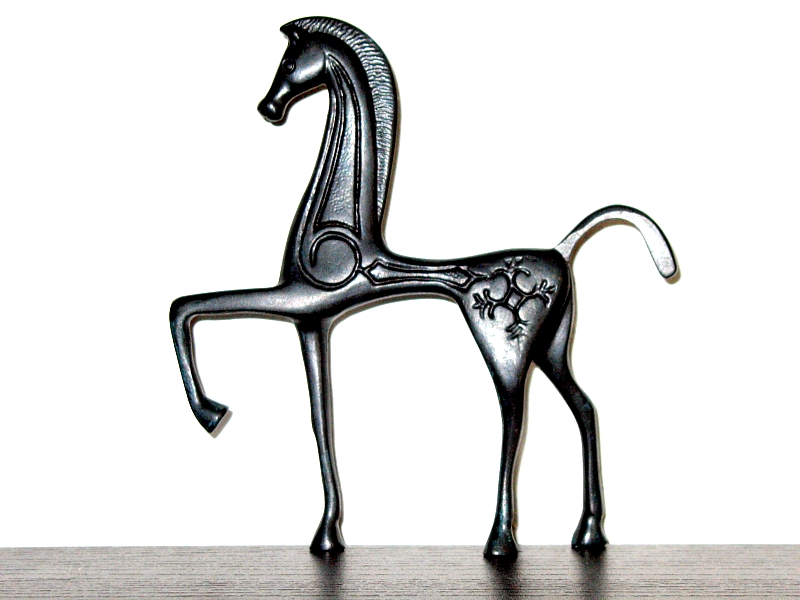
Bronzenes Pferd, Grabbeilage, 600 v. Chr. (Replik)

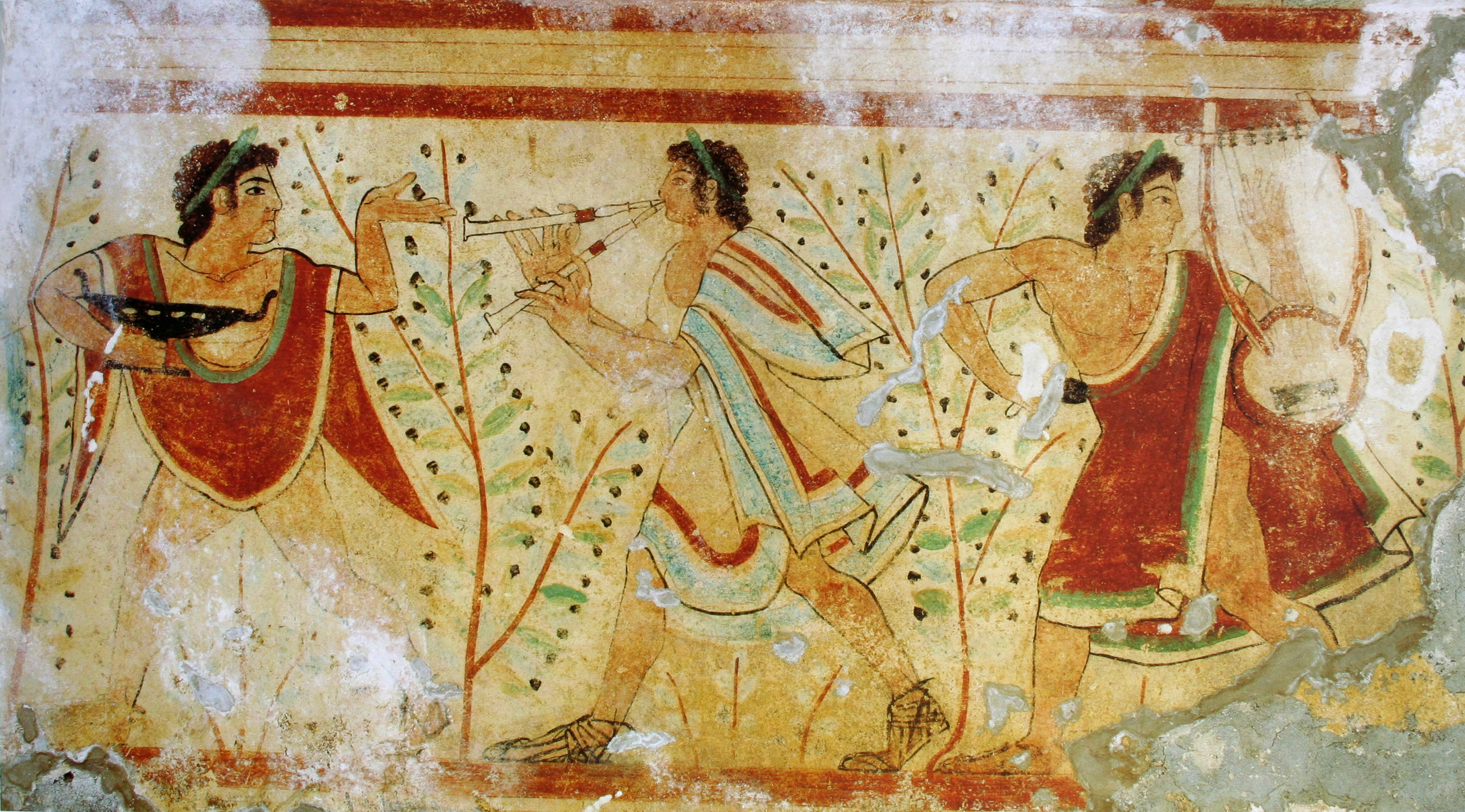
Wandmalerei mit Musikern und Dienern, Tomba dei Leopardi, 400–450 v. Chr. Monterozzi-Nekropole, Tarquinia

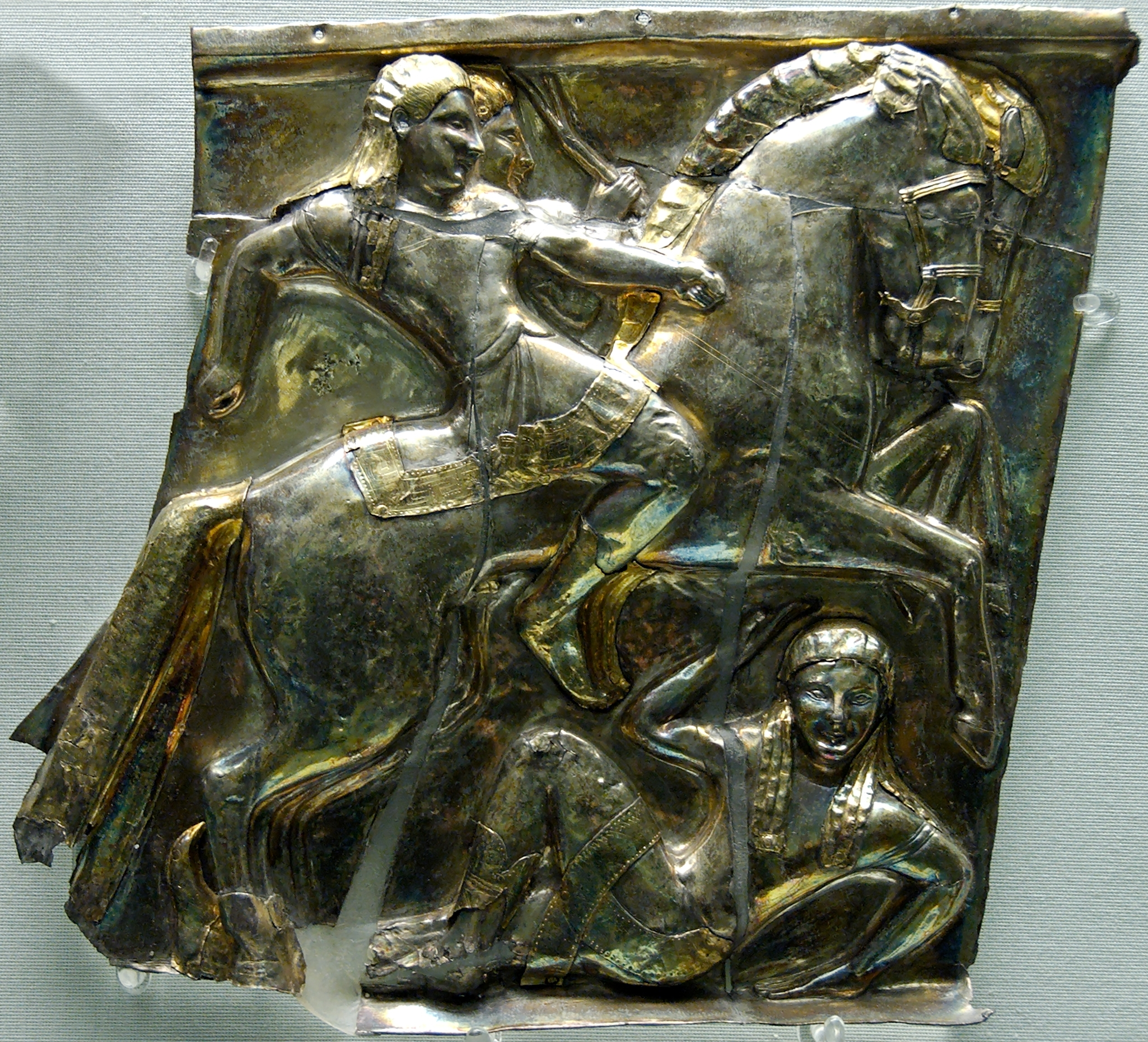
Etruskische Reiter, 540–520 v. Chr., Castel San Marino

- um 800 v. Chr.: Anfänge der etruskischen Kultur und Städtebildung in Etrurien
- um 750 v. Chr.: Aufstieg zur Seemacht
- um 700 v. Chr.: Tumulus-Gräber und Grabmalerei; reiche Grabbeigaben
- um 600 v. Chr.: Bronzekunst im orientalisierenden Stil, Produktion von Bucchero-Keramik
- 550 v. Chr.: Etrurisch-karthagische Koalition gegen Griechenland
- 540 v. Chr.: Seesieg bei Alalia
- 524 v. Chr.: Niederlage bei Kyme gegen die Griechen
- um 500 v. Chr.: Blüte des etruskischen Capua
- um 500 v. Chr.: Sturz der etruskischen Königsherrschaft des Lucius Tarquinius Superbus in Rom, der Sage nach im Jahre 510 v. Chr.
- 482 v. Chr.: Beginn der Auseinandersetzung zwischen Veji und Rom
- 474 v. Chr.: Niederlage der Etrusker gegen Syrakus in der Schlacht von Kyme (auch Cumae)
- 430 v. Chr.: Niederlage gegen die Samniten in Kampanien
- 406 v. Chr.: Belagerung von Veji durch Rom
- 396 v. Chr.: Zerstörung von Veji durch Rom
- ab 396 v. Chr.: Einfall der Kelten in die Po-Ebene
- 384 v. Chr.: Plünderung von Pyrgi (Santa Severa) durch Dionysios I. von Syrakus
- 358 v. Chr.: Bündnis von Tarquinia und Cerveteri gegen Rom
- 310 v. Chr.: Niederlage gegen die Römer am Vadimone-See
- 300 v. Chr.: Pyrgi wird römische Kolonie
- 280 v. Chr.: Niederlage von Vulci gegen Rom
- 264 v. Chr.: Niederlage von Volsinii gegen Rom
- 260 v. Chr.: Unterwerfung durch die Gallier in der Po-Ebene
- 205 v. Chr.: Unterstützung Scipios im Feldzug gegen Hannibal
- 183 v. Chr.: Gründung der römischen Kolonie in Saturnia
- 90 v. Chr.: Gewährung des römischen Bürgerrechts
- 82 v. Chr.: Repressionen Sullas in Etrurien
- 79 v. Chr.: Kapitulation von Volterra
- ab 40 v. Chr.: Endgültige Romanisierung Etruriens

## Kultur

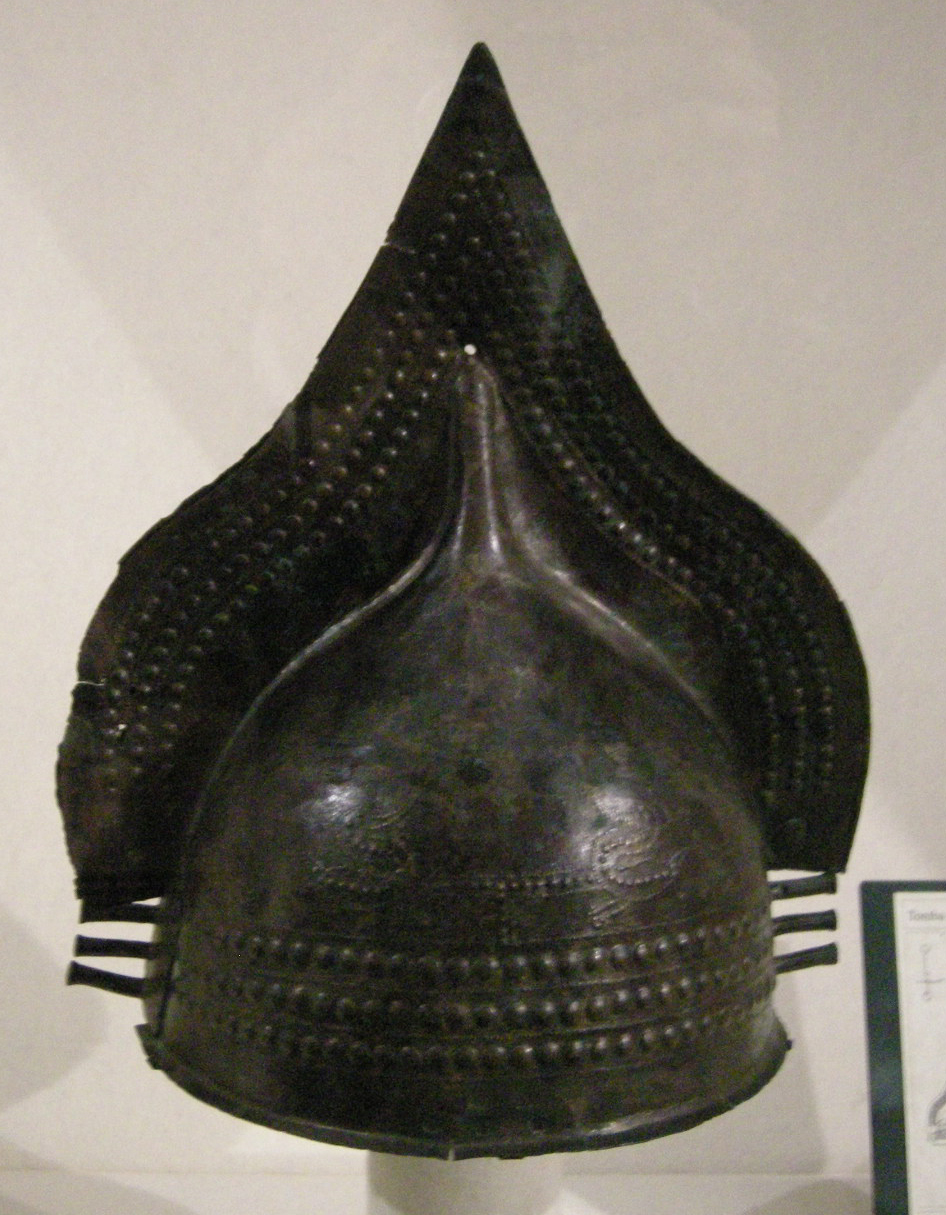
Etruskischer Kammhelm

Die Epochen der etruskischen Kultur entwickelten sich parallel zu denen Griechenlands und zeugen von intensiven Kontakten im Mittelmeerraum:
- Orientalisierende Kunst (800 bis 650 v. Chr.): Parallelen der Kultur der Etrusker sind sowohl zum Nahen Osten (Kleinasien) als auch zu Karthago festzustellen.
- Archaische etruskische Kunst (650 bis 500 v. Chr.): starker Einfluss der ionischen und korinthischen Kultur. Eine Reihe griechischer Künstler und Handwerker sind in Etrurien nachweisbar.
- Blütezeit (500 bis 300 v. Chr.): Der griechische Einfluss ist sehr groß, in klassischer wie auch in hellenistischer Zeit. Die Kunst erlebt ihre Blütephase trotz des langsamen wirtschaftlichen und politischen Niedergangs.
- Spätzeit (300 bis 100 v. Chr.): Man kann von einem Dialekt des Hellenismus sprechen. Der etruskische Charakter ging im Hellenismus auf.

Der größte Teil der Kunstgegenstände wurde in den etruskischen Nekropolen (Cerveteri, Tarquinia, Populonia, Orvieto, Vetulonia, Norchia) ausgegraben. Bauliche Hinterlassenschaften fand man nur selten; meist handelt es sich lediglich um die Fundamente größerer Komplexe. Die am häufigsten vertretene Gruppe bilden dabei die etruskischen Tempel, die seit ca. 1870 systematisch ergraben werden. Erst in letzter Zeit sind auch Reste der Profanarchitektur (Murlo bei Siena, Marzabotto bei Bologna, Acquarossa bei Viterbo, Talamone) wissenschaftlich ausgegraben und ausgewertet worden.
Die wichtigsten Museen für etruskische Kunstgegenstände sind das Museo Nazionale Etrusco di Villa Giulia in Rom und das Archäologische Museum in Florenz. Daneben sind die Sammlungen in Tarquinia, Chiusi, Orvieto, Arezzo, Volterra und Cortona wichtig.
Die berühmte Bucchero-Keramik, die Metallgefäße imitiert, war ebenfalls aus etruskischer Produktion und ein verbreitetes Exportgut.

## Religion
Auch die Religion der Etrusker wurde von der griechischen Überlieferung beeinflusst. Obwohl es sich – im Gegensatz zu allen anderen vorchristlichen Religionen des Abendlandes – um eine Offenbarungsreligion handelt, wurden die Gottheiten durch griechischen Einfluss anthropomorphisiert und lehnten sich, vor allem in der Spätzeit, stark an die des griechischen Olymp an.
Im Altertum berühmt war die Etrusca disciplina, die Lehre von der Interpretation göttlicher Signale und vom korrekten Umgang mit der Götterwelt. Leberschau (Haruspizium) und eine Interpretation des Vogelfluges und der Blitze waren ebenso Teil dieser Lehre wie das korrekte Vorgehen bei der Landvermessung. Diese Überlieferungen wurden von der etruskischen Priesterschaft streng gehütet.
Voltumna galt als oberster Gott der Etrusker.

## Schrift und Sprache

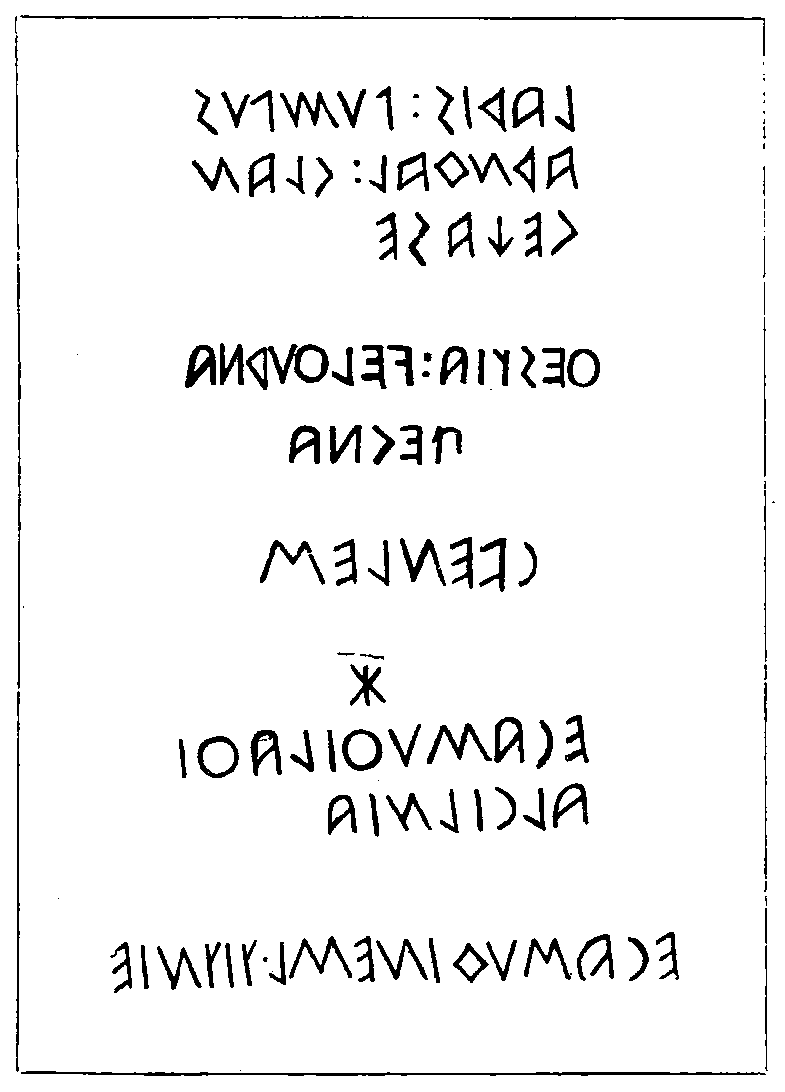
Etruskische Inschriften

Es sind nur wenige längere Schriftstücke in etruskischer Schrift erhalten. Die vielen Grabinschriften sind sehr kurz und geben keinen tieferen Einblick in die Sprache. Von den längeren Schriftstücken sind vor allem die Agramer Mumienbinde, die schon seit dem 19. Jahrhundert bekannt und im Archäologischen Museum Zagreb ausgestellt ist, die Tontafel von Capua, die Goldbleche von Pyrgi und die Bleiplatte von Magliano zu nennen.
Die etruskische Schrift hat sich aus einem frühen griechischen Alphabet entwickelt, wird von rechts nach links geschrieben und kann leicht abgelesen werden. Die Sprache ist wegen des spärlichen Materials unvollständig entschlüsselt. Vorhandene Texte können jedoch, mit einigen Unschärfen, übersetzt werden. Gegenwärtig ist ein Wortschatz von etwa 150 Wörtern bekannt.
Die Verwandtschaftsverhältnisse des Etruskischen zu anderen Sprachgruppen sind unklar.

## Anatomisches Wissen
Eine im Pariser Museum Louvre ausgestellte steinerne Skulptur, wahrscheinlich aus dem 3. oder 2. Jahrhundert vor Christus und der etruskischen Kultur zugeordnet, demonstriert in Einzelheiten besondere anatomische Kenntnisse. Sie zeigt als 68 cm hohe Büste den Torso eines jugendlichen Menschen, bekleidet bis auf den Bereich, der die vordere Leibeswand unterhalb des Brustkorbs gefenstert darstellt, mit Blick auf die inneren Organe. Der Louvre hat die Büste 2011 für eine Viertelmillion Euro aus dem Besitz eines französischen Arztes ersteigert, der sie 1960 erworben hatte. Die Skulptur soll nach dessen Angaben aus der Grabungsstätte Canino nordwestlich von Rom stammen, dem antiken Vulci, und war wohl eine Votivgabe.

## Ausstellungen
- 2017/2018: Die Etrusker. Weltkultur im antiken Italien, Badisches Landesmuseum. Katalog.
- 2017/2018: Etrusker. Antike Hochkultur im Schatten Roms, Museum zu Allerheiligen Schaffhausen. Katalog.

## Filme
- Die Etrusker – Eine antike Supermacht. 90-minütige Filmdokumentation von Alexis de Favitski (Frankreich 2020).
- Die Botschaft der 12. Etruskerstadt. 45-minütige Dokumentation zur Ausgrabung von Vetulonia. (Deutschland 2010)